# Umbeluzi
Il fiume Umbeluzi ha le sue sorgenti nello Swaziland, in prossimità del confine occidentale con il Sudafrica. Il fiume scorre verso est in direzione del Mozambico e sfocia nell'oceano Indiano  convergendo nell'Estuario do Espirito Santo nei pressi di Maputo.
Il suo bacino ha un'area complessiva di 5400 km2. I principali affluenti sono il White Umbeluzi in Swaziland e il Movene in Mozambico.
Lungo il suo decorso sono presenti due maggiori dighe: la diga di Mnjoli, con una capacità totale di 152 milioni di m3, che rifornisce le piantagioni di canna da zucchero dello Swaziland orientale, e la diga di Pequenos Libombos, con una capacità totale di 385 milioni di m3, che rifornisce la rete idrica urbana di Maputo.